# Kodachrome (2017)
Kodachrome ist ein US-amerikanisches Filmdrama von Regisseur Mark Raso nach dem Artikel For Kodachrome Fans, Road Ends at Photo Lab in Kansas vom 29. Dezember 2010 des New-York-Times-Journalisten A.G. Sulzberger. Am 8. September 2017 wurde der Film auf dem Toronto International Film Festival uraufgeführt, am 7. April 2018 folgte das San Francisco International Film Festival in den USA. Kurz nach der Uraufführung in Toronto erwarb Netflix die Senderechte und veröffentlichte den Film weltweit am 20. April 2018. Die Dreharbeiten fanden in Toronto, Kanada statt.

## Handlung
Matt Ryder, ein Musikexperte, ist drauf und dran, seinen Job bei einem unabhängigen Plattenlabel zu verlieren. Nach einem ernsten Gespräch bei seinem Chef, dem er verspricht, dass er die angesagte Band „Spare 7“ einem Major-Label abspenstig machen und bei ihm unter Vertrag nehmen kann, kommt eine ihm unbekannte Frau namens „Zoe“ in sein Büro. Sie erzählt ihm, sie sei Bens Assistentin und Krankenschwester. Ben (Benjamin), ein Fotograf und Matts Vater, mit dem er schon mehr als 10 Jahre kein Wort mehr gesprochen hat, ist schwer an Krebs erkrankt. Ben bittet Matt über Zoe, mit ihm eine letzte Reise zu machen, bevor er stirbt. Ben hat noch unentwickelte Farbdiafilme (Kodak Kodachrome, ableitend der Titel des Filmes), die weltweit nur noch bei „Dwayne’s Photo“ in Parsons, Kansas entwickelt werden können, da Kodak die Herstellung schon vor über einem Jahr eingestellt hat.
Da Ben krankheitsbedingt nicht mehr fliegen kann, bedeutet dies eine fünftägige Autofahrt von New York nach Kansas. Zunächst weigert Matt sich, da er immer noch darunter leidet, dass Ben nie ein guter Vater war und er die Mutter häufig betrog, doch als Larry, Bens Manager, ihm das Angebot macht ein Treffen mit den „Spare 7“ zu organisieren, willigt er ein. Die beiden geraten während der Fahrt immer wieder aneinander, die Stimmung ist entsprechend gedrückt. Auch ein Halt bei Bens jüngerem Bruder Dean und seiner Frau Sarah ändert nichts daran. Die beiden hatten Matt nach dem Tod seiner Mutter zu sich genommen, da Ben häufig beruflich unterwegs war. Matt und Zoe müssen sich ein Zimmer teilen und Ben vermutet eine sexuelle Beziehung zwischen den beiden, was er unverblümt am nächsten Morgen am Frühstückstisch kund tut. Wieder gibt es Ärger zwischen Vater und Sohn. Als Ben noch andeutet es hätte eine Liaison zwischen ihm und Sarah gegeben, hat er auch Dean erneut gegen sich aufgebracht und die drei müssen schleunigst aufbrechen um die Situation nicht noch weiter eskalieren zu lassen.
Am Abend erreichen sie Chicago und treffen sich mit den „Spare 7“. Zunächst sieht es so aus, als ob Matt sie nicht überzeugen kann, ihr Label zu verlassen, erinnert sich jedoch an Bens Tipps, die Verhandlung aggressiver zu gestalten und die Band ist nun einem Wechsel nicht mehr abgeneigt. Dem Bandleader fällt auf, dass sich Ben unbewusst eingenässt hat und die Bandmitglieder machen sich darüber lustig. Matt ist über so viel Infantilität erbost und schlägt den Deal aus. Die drei kehren in ihr Hotel zurück. Ben feuert Zoe, weil sie, zurecht, Kritik an Bens Benehmen seinem Sohn gegenüber übt und will nun mit Matt alleine weiterziehen. Langsam kommen sich die beiden dabei näher.
Nach zwei weiteren Tagen erreichen sie Parsons. Vor „Dwayne’s Photo“-Laden kampieren und warten Fotografen aus aller Welt, um ihre letzten Filme noch bis zum folgenden Schließtag entwickeln zu lassen. Im Laden wird Ben jedoch nicht erkannt und von der Tochter des Besitzers abgewiesen, da die Auftragsannahme aufgrund mangelnder Entwicklerflüssigkeit geschlossen wurde. Dwayne kommt von hinten herein und begrüßt Ben. Die beiden hatten schon vorab einen Termin ausgemacht, und Dwayne hatte ihm einen Platz reserviert. Ben übergibt Dwayne vier Rollen unentwickelte Diafilme. Nach und nach erkennen viele der Wartenden Ben als bekannten Fotografen und reden mit ihm. Beide kehren nach der Aufregung auf ihr gemeinsames Zimmer zurück. Ben fängt an seine Kamera zu reinigen, schläft ein und stirbt, während Matt noch mit ihm redet. Als sein Leichnam abgeholt wird, bilden alle Fotografen vor dem Hotelausgang ein Spalier und lösen ihre Blitze wie Salutschüsse aus. Dwayne übergibt Matt die entwickelten Dias und er kehrt zurück nach New York.
Matt hat schon mehrfach versucht, Kontakt zu Zoe zu bekommen, da er sich auf der Reise in sie verliebt hatte, ihr Handy reicht ihn jedoch immer nur an die Mailbox weiter. Er fährt in Bens Haus, spielt auf seinem alten Schlagzeug und legt schließlich die Dias in Bens Projektor ein. Sie zeigen eine ihm unbekannte und/oder unbewusste Kindheit mit Aufnahmen von ihm, seiner Mutter, aber auch mit glücklichen Momenten mit seinem Vater. Zoe kommt herein und beide schauen sich die Diashow an. Während des Abspanns wird erwähnt, dass dieser Film auf Kodak 35 mm Film (Kodachrome 64) entstanden ist.

## Besetzung und Synchronisation
Die deutsche Synchronfassung entstand nach einem Synchronbuch von Christian Zeiger und Birte Baumgardt unter der Dialogregie von Christian Zeiger bei der Oxygen Sound Studios, Berlin.
| Figur                      | Darsteller       | Deutscher Sprecher   |
| -------------------------- | ---------------- | -------------------- |
| Benjamin „Ben“ Asher Ryder | Ed Harris        | Wolfgang Condrus     |
| Matt Ryder                 | Jason Sudeikis   | Norman Matt          |
| Zooey Kern                 | Elizabeth Olsen  | Magdalena Turba      |
| Larry Holdt, Manager       | Dennis Haysbert  | Tilo Schmitz         |
| Dean Ryder, Matts Onkel    | Bruce Greenwood  | Oliver Stritzel      |
| Sarah Ryder, Matts Tante   | Wendy Crewson    | Bettina Weiß         |
| Dwayne, Filmemacher        | Bill Lake        | Reinhard Scheunemann |
| Dwaynes Tochter            | Bea Santos       | Rieke Werner         |
| Jasper, Sänger             | Gethin Anthony   | Julien Haggège       |
| Lepselter, Matts Boss      | Rob Stewart      | Erich Räuker         |
| Leo                        | Al Mukadam       |                      |
| Elijah, Sänger             | Sebastian Pigott | Julius Jellinek      |